# Staurocephalites broennimanni
Staurocephalites broennimanni is een uitgestorven borstelworm waarvan de positie binnen die groep onduidelijk is.
De wetenschappelijke naam van de soort werd in 1974 gepubliceerd door Jan du Chêne.